# جهاز استقبال تلفزيوني

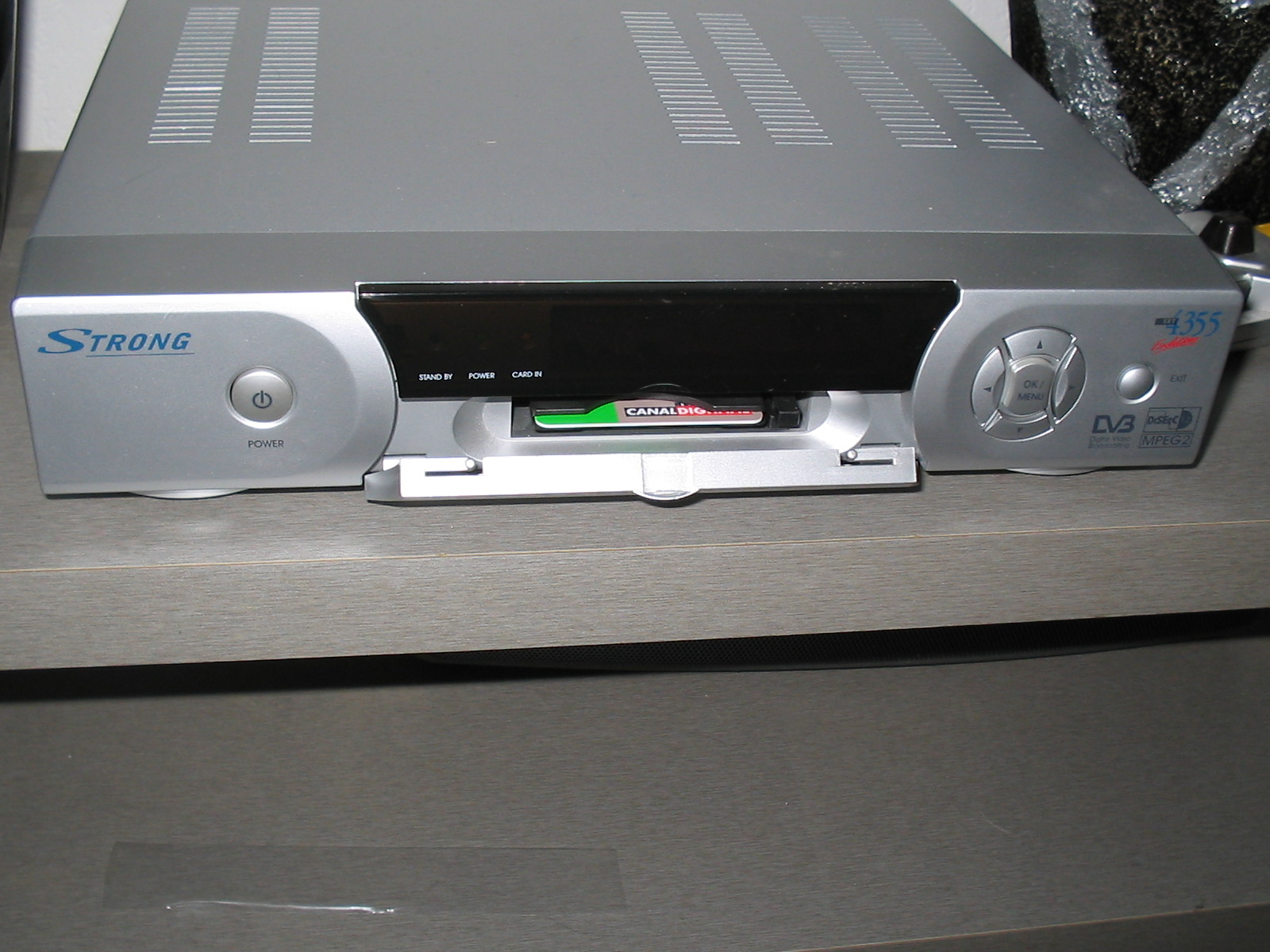
جهاز استقبال تلفزيوني

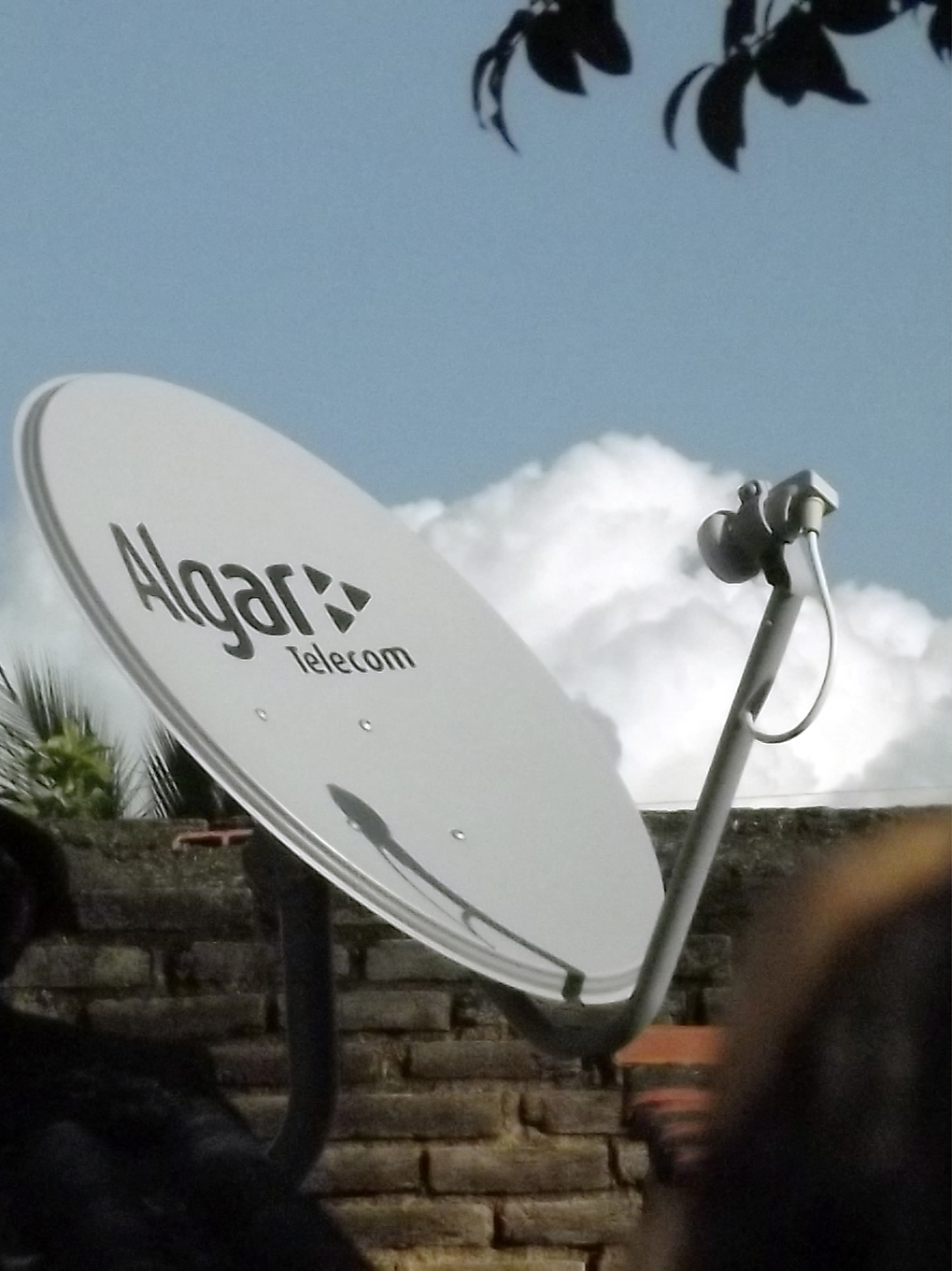
طبق موجه للقمر الاصطناعي

جهاز استقبال تلفزيوني يقال له اختصارا جهاز استقبال، هو علبة إلكترونية موصول عموما بخيط من صحن فضائي لاستقبال القنوات التي تبثها الأقمار الصناعية.

## وظائف جهاز الاستقبال
فك تشفير الإشارة الآتية من القمر الصناعي من أجل إظهارها للمشاهد، فإن جهاز الاستقبال يحتاج إلى رقاقة فك التشفير السليمة لتلك الحزمة من البرامج. والمزود قادر على التواصل مع الشريحة، عبر إشارات الأقمار الصناعية، لإجراء التعديلات اللازمة لبرامج فك التشفير. وقد يرسل المزود أحيانا إشارات تعطل فك التشفير غير المشروع، كتدبير إلكتروني مضاد ضد المستخدمين غير الشرعيين.
أخذ إشارة MPEG الرقمية ويحولها إلى تنسيق تماثلي الذي يمكن للتليفزيون القياسي أن يتعرف عليه.
ولأن جهاز الاستقبال يعرض قناة واحدة فقط في وقت واحد، لا يمكن تسجيل برنامج واحد ومشاهدة آخر، وأيضا لا يمكن مشاهدة برنامجين مختلفين على تلفزيونين واصلين على جهاز استقبال واحد. من أجل القيام بهذه الأشياء، والتي هي سارية على الكابل التقليدي، سيتطلب وجود جهاز الاستقبال إضافي.
بعض أجهزة الاستقبال لديها عددا من المزايا الأخرى كذلك. انها تلتقط الجدول الزمني للبرامج من المزود وتقدم هذه المعلومات في دليل البرمجة الذي يظهر على الشاشة.
للعديد من أجهزة الاستقبال قفل أبوي اختياري، وبعضهم مدمج فيه مسجل فيديو رقمي، حيث يمكن من إيقاف بث تلفزيوني مباشر أو تسجيله على قرص صلب.
في حين أن الخدمات الرقمية للبث الفضائي لا تزال تفتقر إلى بعض من السمات الأساسية للكابل التقليدية (القدرة على تقسيم الإشارات بسهولة بين مختلف أجهزة التلفاز والفيديو، على سبيل المثال)، تباين اختيار البرامج ومجالات الخدمة الموسعة هي السمات التي موجودة الآن كبديل. مع ظهور الكابل الرقمي، الذي أيضا حسن جودة الصورة ووسع اختيار القناة.